# Le Profil de la honte
Le Profil de la honte (Social Nightmare) est un téléfilm américain réalisé par Mark Quod et diffusé en 2013.

## Synopsis
Alors qu'elles sont meilleures amies depuis toujours, Cat et Emily qui sont très populaires dans leur lycée, souhaitent aller à la même université et travailler un jour ensemble. Leur relation vole un jour en éclats à cause des messages peu flatteurs, postés par Cat sur des réseaux sociaux. Celle-ci crée même un site internet sur lequel elle s’attaque à plusieurs élèves de son lycée, dont Emily... Sous la colère de son refus a l'université a cause des photos envoyées, Emily fini par vouloir tuer Cat.

## Fiche technique
- Titre original : Social Nightmare
- Réalisation : Mark Quod
- Scénario : Keith Allan, Anna Rasmussen et Delondra Williams
- Photographie : Richard J. Vialet
- Musique : Chris Ridenhour
- Langue originale : Anglais
- Durée : 91 minutes
- Date de diffusion :
  -  France : 31 janvier 2014 sur TF1

## Distribution
- Daryl Hannah : Susan Hardy
- Kirsten Prout : Catherine Hardy
- Chloe Bridges : Emily Hargroves
- Brandon Mychal Smith : Daniel
- Brittania Carraway : Joan
- Rachel True : Mme Langran
- Tim Russ : Principal Ajeti
- Keith Allan : M. Perryman
- Kevin E. West : Dave Hargroves